# Sphaeropthalma sublobata
Sphaeropthalma sublobata (лат.) — вид ос-немок из подсемейства Sphaeropthalminae. 

## Распространение
Северная Америка: США (Айдахо, Аризона, Невада, Калифорния, Юта).

## Описание
Осы-немки с бескрылыми самками (самцы крылатые). Голова и грудь оранжево-коричневые. От близких видов отличаются следующими признаками: у самцов этого вида слабо иссеченные жвалы (наклонные апикально), маргинальная ячейка переднего крыла составляет примерно 0,75 × длины стигмы, мезостернум без отростков, первый сегмент метасомы сидячий со вторым, перистые щетинковые бахромки присутствуют на брюшке, задний тазик с большими лопастями, пигидий голый, а бугорок гениталий утолщен, густо щетинистый, его длина составляет примерно 0,75 длины парамеры.
Предположительно как и другие виды рода паразитоиды куколок ос и пчёл.

## Классификация
Вид был впервые описан в 1958 году американским энтомологом R. M. Schuster (Корнеллский университет, Итака, Нью-Йорк, США). Видовой статус подтверждён в ходе ревизии, проведённой в 2015 году американскими энтомологами Джеймсом Питтсом и Эмили Садлер (Department of Biology, Университет штата Юта, Логан, США). Включён в состав видовой группы S. brachyptera species-group вместе с видами S. brachyptera, S. reducta, S. sabino и другими.